# 松本バイパス
松本バイパス（まつもとバイパス）は、長野県松本市平田から同市新橋に至る、国道19号のバイパスである。従来、松本市中心部を通過していた国道19号（現・長野県道295号平田新橋線）によって発生していた深刻な交通渋滞を緩和する目的で整備された。

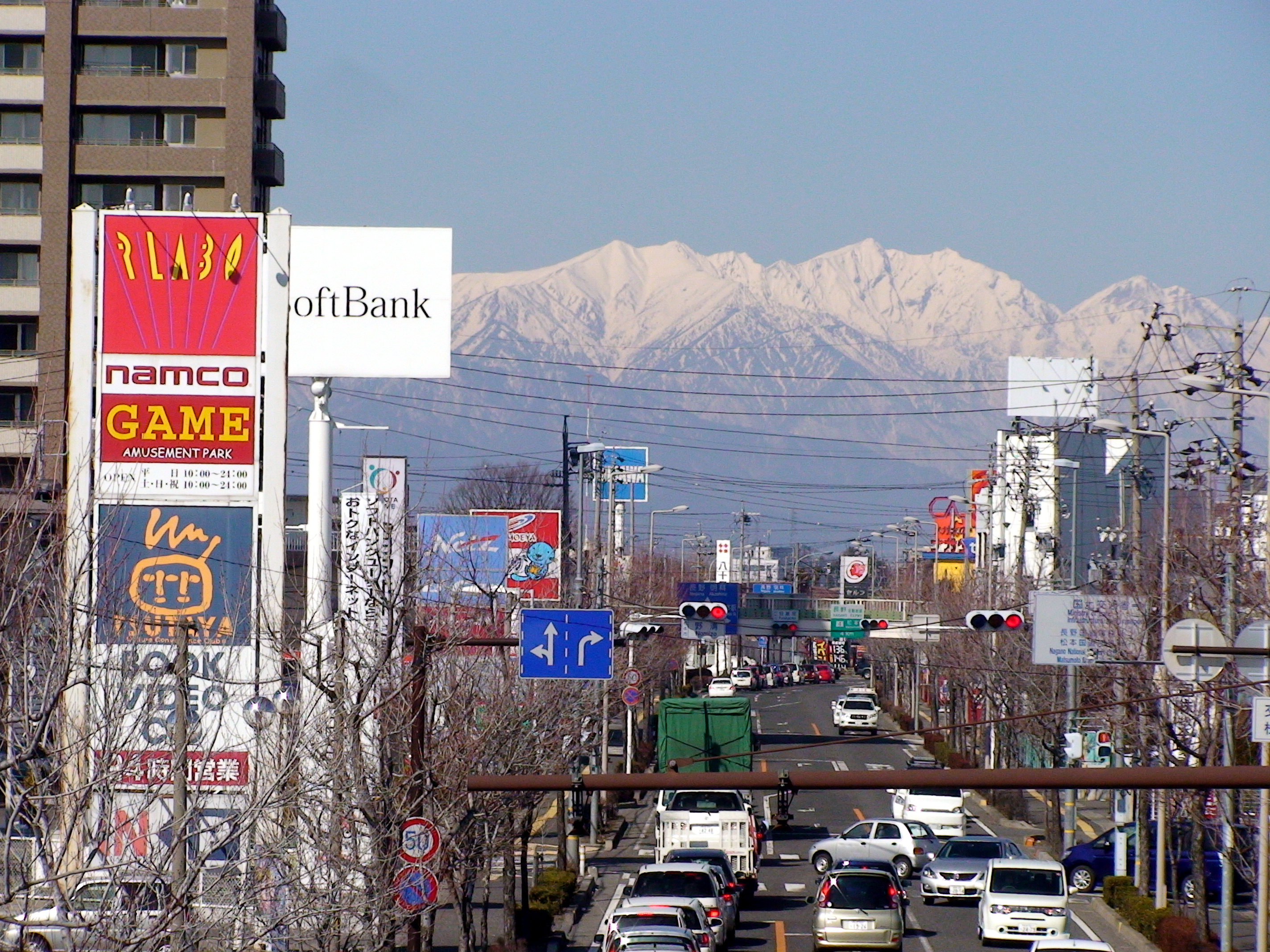
長野県松本市・国道19号 松本バイパス 野溝交差点付近

バイパスの整備により一時的に渋滞は解消されたものの、開通後は予想を上回る交通量の増加が見られ、結果としてこのバイパス自体が国道19号の交通のボトルネックとなった。そのため、1980年代後半には松本市東部を通る新たなバイパスの構想も浮上したが、実現には至っていない。現在は、現道の4車線化および一部高架化を含む拡幅事業が進行中である（詳細は「国道19号松本拡幅」を参照）。

## 概要
- 起点 長野県松本市平田（平田交差点）
- 終点 長野県松本市新橋（新橋交差点）
- 全長 6.1km
- 幅員 18m
- 車線数 2車線
- 道路規格 2種平地
- 制限速度 50km/h
- 最急縦断勾配 3%
- 最小曲線半径 500m
- 事業費 5億9350万円

## 沿革
- 1958年（昭和33年）6月 - 着工。
- 1963年（昭和38年）9月 - 開通。
- 1998年（平成10年）3月12日 - 拡幅事業都市計画決定。

## 交差・接続する路線
- 平田交差点
  - 長野県道295号平田新橋線
- 南松本交差点
  - 長野県道296号松本空港線
- 旧・高宮交番前交差点
  - やまびこ道路
- 鎌田交差点
  - 長野県道297号兎川寺鎌田線
- 渚一丁目交差点
  - 国道143号
  - 国道158号
- 白板交差点
  - 長野県道320号倭北松本停車場線
- 新橋交差点
  - 糸魚川街道 (旧国道147号)
  - 長野県道295号平田新橋線